# Leichtathletik-Länderkampf der Männer 1939 Deutschland – England
| 9. Leichtathletik-Länderkampf mit deutscher Beteiligung 1939 | 9. Leichtathletik-Länderkampf mit deutscher Beteiligung 1939 |               |
| ------------------------------------------------------------ | ------------------------------------------------------------ | ------------- |
|                                                              |                                                              |               |
| Ländervergleich der Männer: Deutschland – England            |                                                              |               |
| Austragungsort                                               | Köln                                                         |               |
| Wettbewerbe                                                  | 13                                                           |               |
| Datum                                                        | 20. August 1939                                              |               |
| 1. GER 2. ENG                                                | 93,5 Punkte 42,5 Punkte                                      |               |
| Chronik                                                      |                                                              |               |
| ← GER-ITA (F)                                                | GER-BEL (M) →                                                | GER-BEL (M) → |

Im neunten Vergleich des Länderkampfjahres 1939 wurde am 20. August die Begegnung der Männer mit England ausgetragen. Gastgeber dieses vierten Aufeinandertreffens der beiden Länder war Köln. Zwei Mal hatten Deutschlands Leichtathleten gewonnen, doch die letzte Begegnung 1937 in London hatten die Engländer für sich entschieden.

## Wettbewerbe und Modus
Wie bei den letzten Vergleichen zwischen Deutschlands und Englands Leichtathleten wurde ein reduziertes Programm mit nur dreizehn Wettbewerben ausgetragen. Mit der olympischen Staffel (400 m – 200 m – 200 m – 800 m) gab es auch nur eine Staffel. Die Distanzen der Laufdisziplinen wurden hier in Köln wieder auf das metrische Maß zugeschnitten. Die Einzeldisziplinen wurden standardmäßig gewertet, die Staffel mit vier zu eins Punkten.

## Ergebnis
Deutschlands Leichtathleten, die weitgehend in Bestbesetzung antraten, gestalteten die Begegnung hoch überlegen. Sie konnten ausnahmslos alle Disziplinen für sich entscheiden, sieben davon sogar mit Doppelerfolgen. So kam es am Ende mit 93,5 zu 42,5 Punkten zu einem klaren deutschen Sieg.

## Sportliche Leistungen
Das Niveau war sehr hoch bei dieser Veranstaltung. Folgende gute Ergebnisse wurden unter anderem erzielt:
- 100 Meter – 10,4 s / Karl Neckermann (Deutschland)
- 200 Meter – 21,4 s / Karl Neckermann (Deutschland)
- 200 Meter – 21,5 s / Jakob Scheuring (Deutschland)
- 400 Meter – 46,9 s / Rudolf Harbig (Deutschland)
- 1500 Meter – 3:50,2 min, Ludwig Kaindl (Deutschland)
- 1500 Meter – 3:50,2 min / Pell (England)
- Stabhochsprung – 4,10 m / Rudolf Glötzner (Deutschland)
- Kugelstoßen – 16,35 m / Gerhard Stöck (Deutschland)

Anmerkung zu einem Zeitungsbericht über diesen Länderkampf:

In der Revalschen Zeitung vom 21. August 1939 wird berichtet, dass Ludwig Kaindl mit seinen 3:50,2 min über 1500 Meter einen neuen deutschen Rekord aufgestellt habe. Nach Auflistung der Entwicklung der deutschen Rekorde über 1500 Meter auf der Webseite leichtathletik.de hielt Otto Peltzer diesen Rekord mit 3:51,0 min. Demnach wäre Kaindls Zeit tatsächlich ein neuer Rekord gewesen. Doch seine Leistung fehlt in der Auflistung bei leichtathletik.de. Vermutlich wurde die Zeit aus nicht bekannten Gründen nicht anerkannt oder aber sie wurde in der Auflistung bei leichtathletik.de einfach vergessen.

## Legende
Kurze Übersicht zur Bedeutung der Symbolik – so üblicherweise auch in sonstigen Veröffentlichungen verwendet:
| DNF | nicht im Ziel (did not finish) |

## Resultate

### 100 m
| Platz | Athlet          | Land | Zeit (s) |
| ----- | --------------- | ---- | -------- |
| 1     | Karl Neckermann | GER  | 10,4     |
| 2     | Jakob Scheuring | GER  | 10,5     |
| 3     | Cyril Holmes    | ENG  | 10,5     |
| 4     | Arthur Sweeney  | ENG  | 10,8     |

### 200 m
| Platz | Athlet          | Land | Zeit (s) |
| ----- | --------------- | ---- | -------- |
| 1     | Karl Neckermann | GER  | 21,4     |
| 2     | Jakob Scheuring | GER  | 21,5     |
| 3     | Arthur Sweeney  | ENG  | 22,0     |
| 4     | Scopes          | ENG  | 22,8     |

### 400 m
| Platz | Athlet          | Land | Zeit (s) |
| ----- | --------------- | ---- | -------- |
| 1     | Rudolf Harbig   | GER  | 46,9     |
| 2     | Alan Pennington | ENG  | 47,3     |
| 3     | Helmut Hamann   | GER  | 47,8     |
| 4     | Godfrey Brown   | ENG  | 48,7     |

### 800 m
| Platz | Athlet           | Land | Zeit (min) |
| ----- | ---------------- | ---- | ---------- |
| 1     | Dieter Giesen    | GER  | 1:51,2     |
| 2     | Littler          | ENG  | 1:51,4     |
| 3     | Heinz Schumacher | GER  | 1:53,0     |
| 4     | Moreton          | ENG  | 1:55,4     |

### 1500 m
| Platz | Athlet         | Land | Zeit (min) |
| ----- | -------------- | ---- | ---------- |
| 1     | Ludwig Kaindl  | GER  | 3:50,2     |
| 2     | Pell           | ENG  | 3:50,2     |
| 3     | Herbert Jakob  | GER  | 3:52,0     |
| 4     | Arthur Collyer | ENG  | 3:55,0     |

### 5000 m
| Platz | Athlet           | Land | Zeit (min) |
| ----- | ---------------- | ---- | ---------- |
| 1     | Fritz Schaumburg | GER  | 14:40,2    |
| 2     | Jack Emery       | ENG  | 14:40,4    |
| 3     | Rolf Fellersmann | GER  | 14:40,4    |
| 4     | Stan Cox         | ENG  | 15:32,2    |

### 110 m Hürden
| Platz | Athlet          | Land | Zeit (s) |
| ----- | --------------- | ---- | -------- |
| 1     | Willi Pollmanns | GER  | 15,0     |
| 1     | Thomas Lockton  | ENG  | 15,0     |
| 3     | Karl Kumpmann   | GER  | 15,2     |
| 4     | Scopes          | ENG  | 15,3     |

### Olympische Staffel (400 m – 200 m – 200 m – 800 m)
| Platz | Besetzung       | Land                                                           | Zeit (min) |
| ----- | --------------- | -------------------------------------------------------------- | ---------- |
| 1     | Deutsches Reich | Rudolf Harbig Jakob Scheuring Gerd Hornberger Hans Brandscheit | 3:22,0     |
| 2     | England         | Alan Pennington Arthur Sweeney Godfrey Brown McCabe            | 3:24,6     |

### Hochsprung
| Platz | Athlet          | Land | Höhe (m) |
| ----- | --------------- | ---- | -------- |
| 1     | Gustav Weinkötz | GER  | 1,95     |
| 2     | Hans Martens    | GER  | 1,90     |
| 2     | Hubert Stubbs   | ENG  | 1,90     |
| 4     | John Newman     | ENG  | 1,90     |

### Stabhochsprung
| Platz | Athlet            | Land | Höhe (m) |
| ----- | ----------------- | ---- | -------- |
| 1     | Rudolf Glötzner   | GER  | 4,10     |
| 2     | Josef Haunzwickel | GER  | 4,00     |
| 3     | Yielde            | ENG  | 3,80     |
| 4     | Richard Webster   | ENG  | 3,60     |

### Weitsprung
| Platz | Athlet          | Land | Weite (m) |
| ----- | --------------- | ---- | --------- |
| 1     | Luz Long        | GER  | 7,43      |
| 2     | Wilhelm Leichum | GER  | 7,10      |
| 3     | William Breach  | ENG  | 7,08      |
| DNF   | Harry Askew     | ENG  | verletzt  |

### Kugelstoßen
| Platz | Athlet          | Land | Weite (m) |
| ----- | --------------- | ---- | --------- |
| 1     | Gerhard Stöck   | GER  | 16,35     |
| 2     | Heinrich Trippe | GER  | 15,37     |
| 3     | Robert Howland  | ENG  | 13,42     |
| 4     | Bandidt         | ENG  | 13,39     |

### Diskuswurf
| Platz | Athlet          | Land | Weite (m) |
| ----- | --------------- | ---- | --------- |
| 1     | Heinrich Trippe | GER  | 51,03     |
| 2     | Johann Wotapek  | GER  | 49,44     |
| 3     | James Nesbitt   | ENG  | 42,21     |
| 4     | Grigg           | ENG  | 41,94     |

## Weblink
- Deutschland besiegt England mit 93,5:42,5. In: Revalsche Zeitung vom 21. August 1939, Nr. 188, abgerufen am 12. Dezember 2024

## Einzelbelege
1. ↑  Deutschland besiegt England mit 93,5:42,5. In: Revalsche Zeitung vom 21. August 1939, Nr. 188, abgerufen am 12. Dezember 2024
2. ↑  Die Entwicklung der Deutschen Leichtathletik-Rekorde seit 1910, 1500-Meter-Lauf leichtathletik.de (PDF; 311 KB), abgerufen am 12. Dezember 2024